# Catedral de Salta

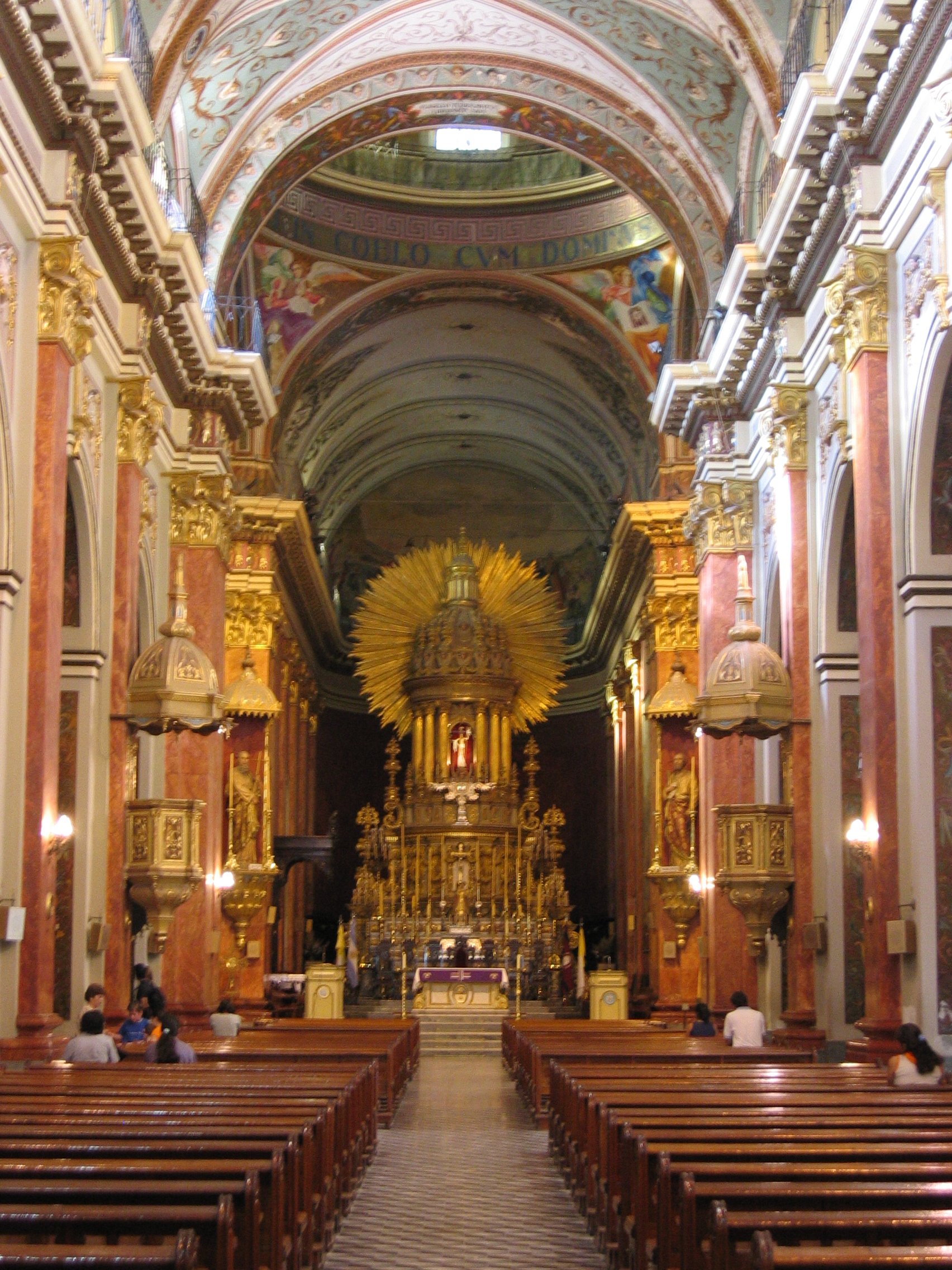
Interior de la Catedral.

Escudo de Armas de la Catedral Basílica de Salta.

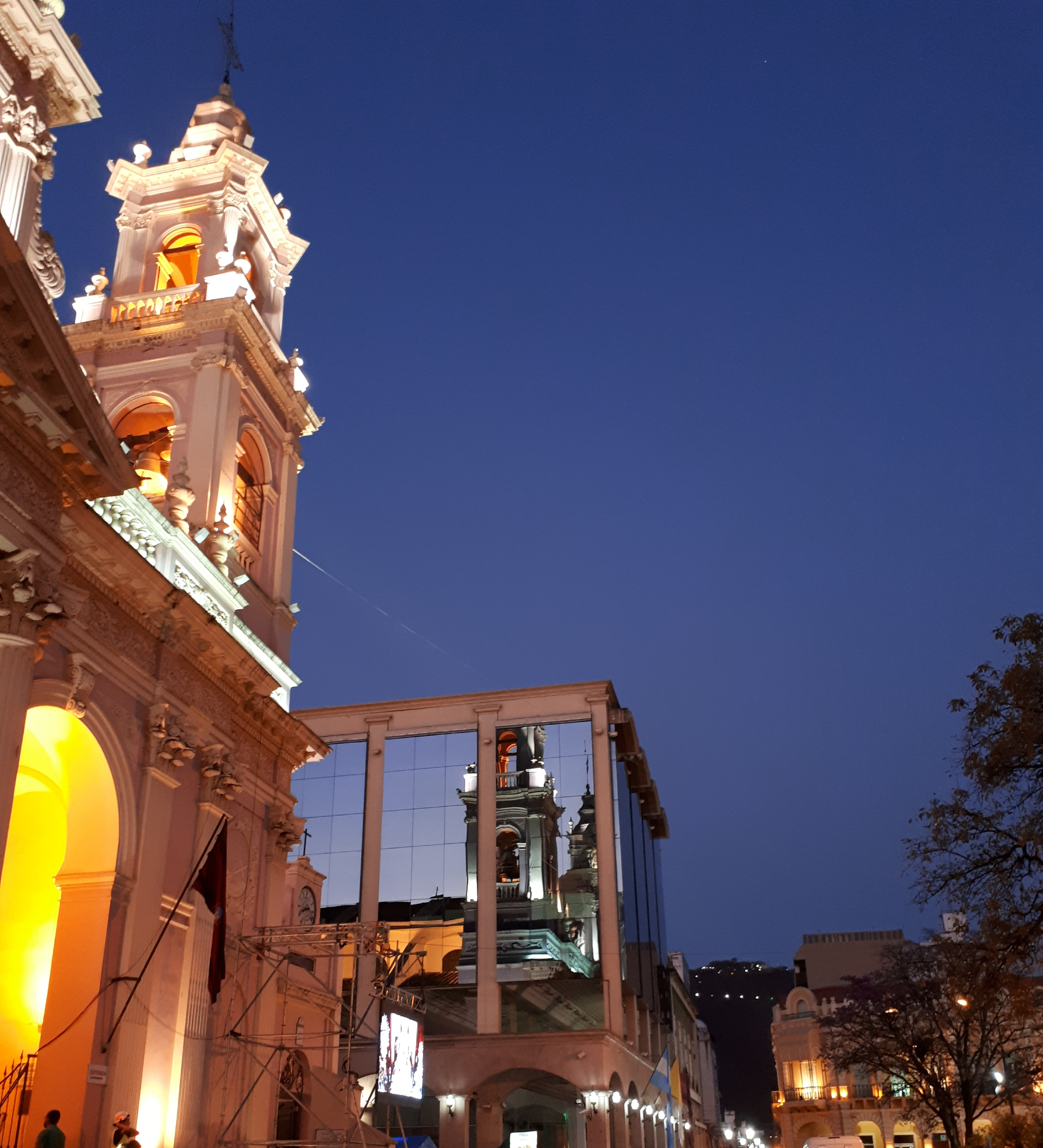
La catedral basílica, santuario del Señor y la Virgen del Milagro, de estilo arquitectónico neobarroco colonial. Proyectada por el ingeniero francoamericano Felipe Bertrés. Su construcción se realiza en el período 1859-1882. La catedral alberga restos del general Martín Miguel de Guemes en el Panteón de las Glorias del Norte. Monumento histórico nacional año 1947.

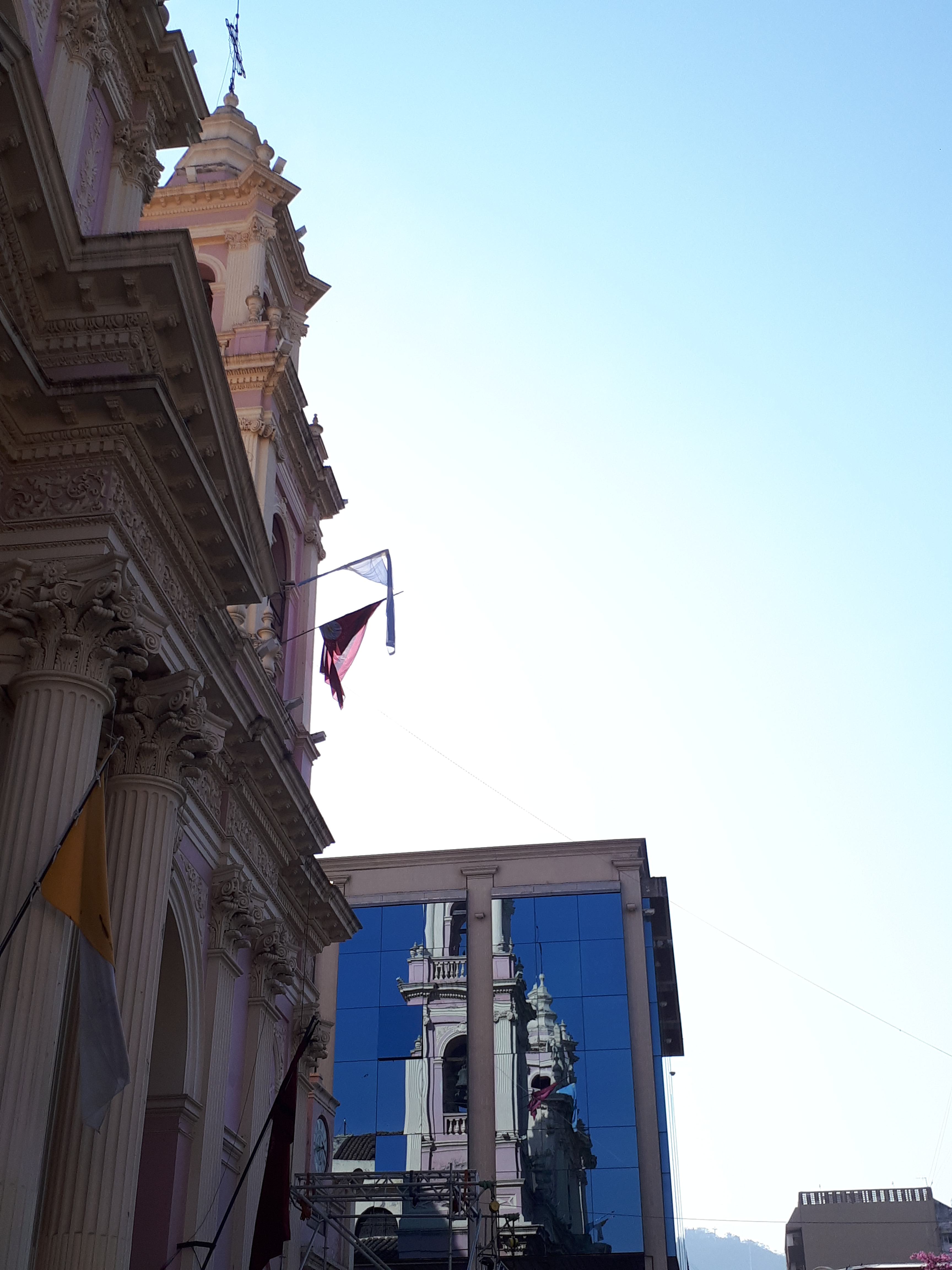
La catedral basílica, santuario del Señor y la Virgen del Milagro, de estilo arquitectónico neobarroco colonial. Construido por el arquitecto Felipe Bertrés. Data la construcción 1859-1882. La catedral alberga restos del general Martín Miguel de Güemes en el Panteón de las Glorias del Norte. Monumento histórico nacional año 1947.

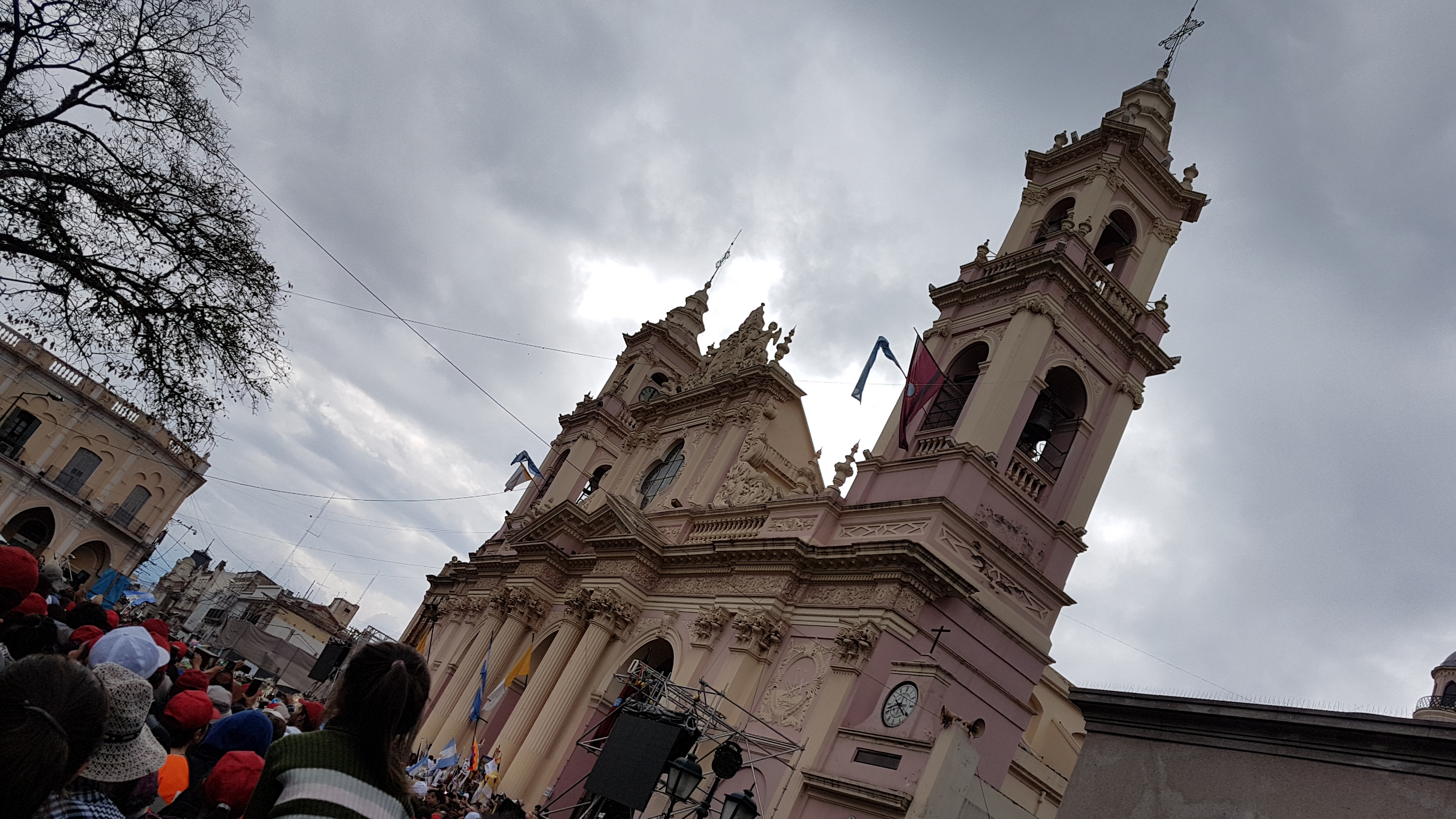
Fachada de Catedral Basílica de Salta

La Catedral Basílica de Salta y Santuario del Señor y la Virgen del Milagro es una catedral ubicada en ciudad de Salta, Argentina, que datan de la segunda parte del siglo XIX y construido luego de la destrucción por un terremoto del edificio anterior.
Situado en el centro de la ciudad de Salta, es un magnífico edificio religioso, ricamente decorado y cuya visita es parte de casi todos los viajes de turismo en la región; fue declarado el 14 de junio de 1941, por Decreto 95687 del Poder Ejecutivo Nacional, como Monumento Histórico Nacional.

## Historia
En 1856, debido al terremoto  de 1844 que dejó en mal estado el viejo templo, se encargó el proyecto y diseño al ingeniero francoamericano Felipe Bertrés, y se inició la recaudación de fondos para su reconstrucción. Felipe Bertrés falleció en Salta ese mismo año 1856 y no pudo encargarse de iniciar la construcción. Los trabajos comenzaron en 1858, a instancias del obispo don José Eusebio Colombres. Durante veinte años se trabajó a plomo para erigir la nueva catedral. En el diseño arquitectónico del interior y ejecución del frontis, atrio, fachada y torres, incluyendo las campanas, participaron grandes artistas italianos y brasileros como Soldati y R.P. Luis Giorgi. El conjunto se completó en 1882.
Frontis, Atrio, Torres y Galería - Diseño Arquitecto Noé Macchi conde di Cellere
Situada frente a la Plaza 9 de Julio, en el corazón del centro histórico de la Ciudad, esta Catedral integra un conjunto monumental con el Palacio Episcopal. Circunscribiéndonos a su parte más importante, en 1873 se reanudaron los trabajos de construcción largamente paralizados, contratando a la empresa de los arquitectos Nicolás y Agustín Cánepa. Superadas las diferencias entre las autoridades de la Iglesia y la empresa constructora Cánepa hnos. tales como filtraciones en la cúpula, modificaciones introducidas al diseño interno (se optó por un coro elevado en la entrada en lugar de tribunas tras el altar mayor), se recepcionaron los trabajos y el templo fue bendecido en el año 1.878, sin aún terminar la arquitectura del frontis, torres y atrio. A partir de allí, algunas investigaciones históricas adjudican la autoría a: ¿Soldati?,¿Georgi?, ¿Riguetti?, generando alguna confusión. Un documento redescubierto por la Academia Nacional de Bellas Artes, merced a la búsqueda efectuada por la investigadora Iris Gori bajo la supervisión del académico Prof. Héctor H. Schenone, restablece que el autor del actual diseño de la fachada y torres es el arquitecto Noé Macchi (apellido escrito alternativamente también como Maqui). El mismo autor, director y ejecutor del primigenio Palacio Episcopal, edificación contigua a la Catedral, realizada originalmente en estilo neoclásico, y modificado luego en la década del 30, con el actual estilo barroco americano tan típico de las edificación colonial salteña. El frente de la Catedral, con su frontis, torres, atrio, incluyendo el patio subsiste aún en su lenguaje primigenio.
A fs. 271, el libro Patrimonio Artístico Nacional, Academia Nacional de Bellas Artes, Bs. As. año 1.988, dejó consignado que: «...Hemos podido levantar una interesante noticia en el Diario salteño La Reforma del 28 de junio de 1879 ( pág. 2, 3.ª columna): «...Por 29.000 $ se ha contratado la obra del frontis de la Catedral, con el empresario Riguetti según el plano del Señor Maqui...». 
El arquitecto Noé Macchi, conde di Cellere, es el autor del proyecto dirección, ejecución y principal contribuyente económico de la Iglesia Nuestra Señora de la Candelaria de la Viña de Salta excluyendo la torre. Fue además el autor del diseño, dirección y ejecución y principal contribuyente económico de la Iglesia Nuestra Señora de la Candelaria de la Viña, declarado monumento histórico nacional por su concepción arquitectónica,

## Descripción
El Templo forma un conjunto ecléctico con el Palacio Arzobispal, si bien con estilos arquitectónicos diferenciados. 
En el caso de la Catedral, la fachada y el atrio con 10 columnas corintias, arcos de punto, el arquitrabe y el frontis triangular pertenecen al estilo neoclásico, en armonía con el patio lateral. Ese estilo se repite en el diseño interior del templo, si bien incorpora  elementos barrocos en los estucados, tallas, altares y mármoles, notándose la inspiración del proyecto original con la arquitectura predominante en Francia en la primera mitad del siglo XIX. En las dos torres y el campanario predomina lo italianizante, si bien toman algunos elementos del neobarroco  americano, que condicen con su posterior construcción. Entre las dos torres, sobre el frontis se incorporan una coronación  de inspiración barroca con un vitraux en quadrilobe.
El Palacio arzobispal, con profusión de madera tallada en el balcón externo tiene características típicas del neobarroco, que se encuentra abundantemente en Salta y lo que era el Alto Perú.
No se observan elementos neogóticos en la fachada del conjunto.
El plano rectangular consta de tres naves, un coro profundo y un ábside semicircular. El altar mayor,al centro de la cruz, fue diseñado por el fraile Luis Giorgi.
La encrucijada del transepto está coronada por una cúpula de tambor y coronada por una linterna. La luz también proviene de las ventanas de las naves laterales, decoradas con vitraux.

## Museo Catedralicio Monseñor Carlos M. Pérez
El museo se encuentra ubicado detrás de la Catedral Basílica, sobre calle Belgrano. Fue inaugurado como aniversario de los 400 años de la llegada de las imágenes del Señor y la Virgen del milagro y del V centenario del descubrimiento de América.
El pequeño museo forma parte de la Catedral de Salta y el arzobispado, en él puede apreciarse diferentes pinturas de autores italianos, españoles, altoperuanos y salteños de los siglos XVIII y XIX, como así también tallas policromadas y de tela encolada que tienen su origen en el Alto Perú, Perú, las misiones jesuíticas y Salta. 
Pueden apreciarse además piezas de orfebrería destinadas al culto realizadas por artistas mestizos del siglo XVIII y XIX y elementos de mobiliario, impresos, vestiduras y ornamentos.
Puede visitarse de martes a sábados.

## Panteón de las glorias del norte

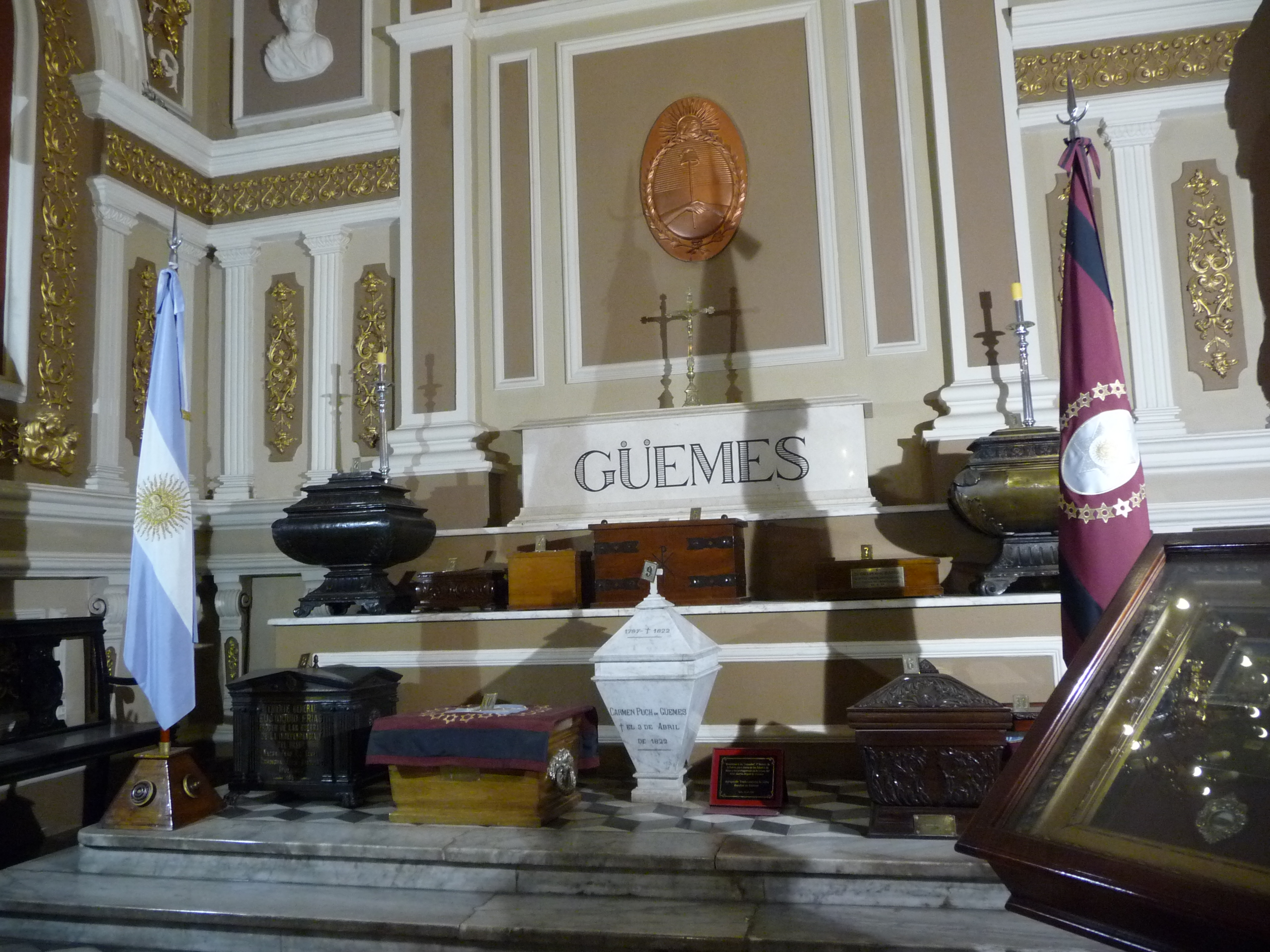
Panteón de las Glorias del Norte

La Catedral sirve también como sala de los héroes del ejército del Norte, héroes gauchos que tomaron parte victoriosa en las batallas por la independencia del país, a comienzos del siglo XIX.
Aquí reposan los restos del héroe gaucho el general Martín Miguel de Güemes. Se encuentran también los restos mortales del general Antonio Álvarez de Arenales, el general Rudecindo Alvarado y Doña Martina Silva de Gurruchaga, entre otros célebres protagonistas de la historia nacional.

## La iglesia en la provincia de Salta
La Catedral es la sede de una Archidiócesis, él mismo a la cabeza de una provincia eclesiástica, que comprende cinco diócesis obispos sufragáneas. La diócesis son:
- Arquidiócesis de Salta
- Prelatura de Cafayate
- Diócesis de Catamarca
- Prelatura de Humahuaca
- Diócesis de San Salvador de Jujuy
- Diócesis de Orán

## Galería

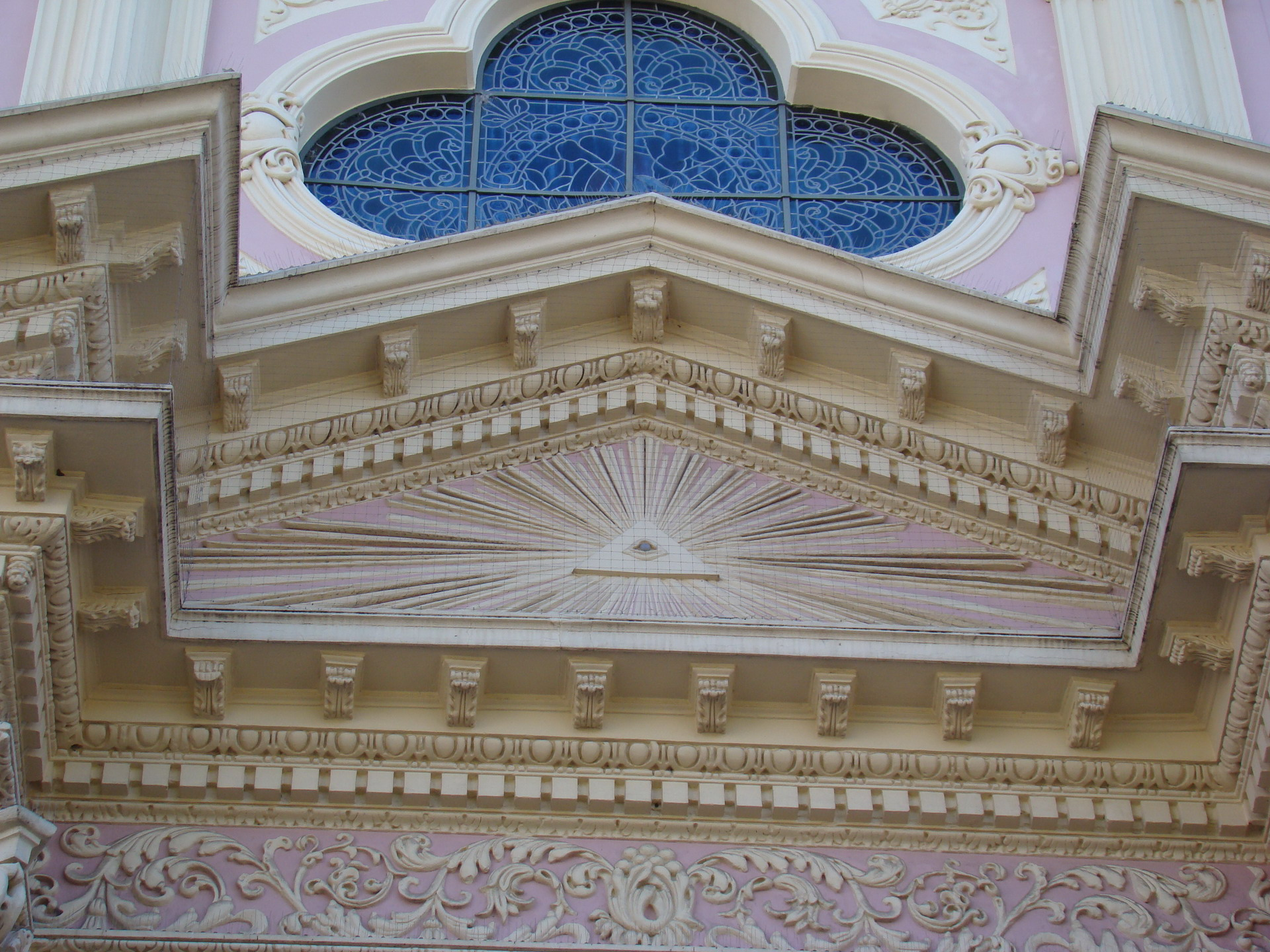
Ojo de la divina providencia
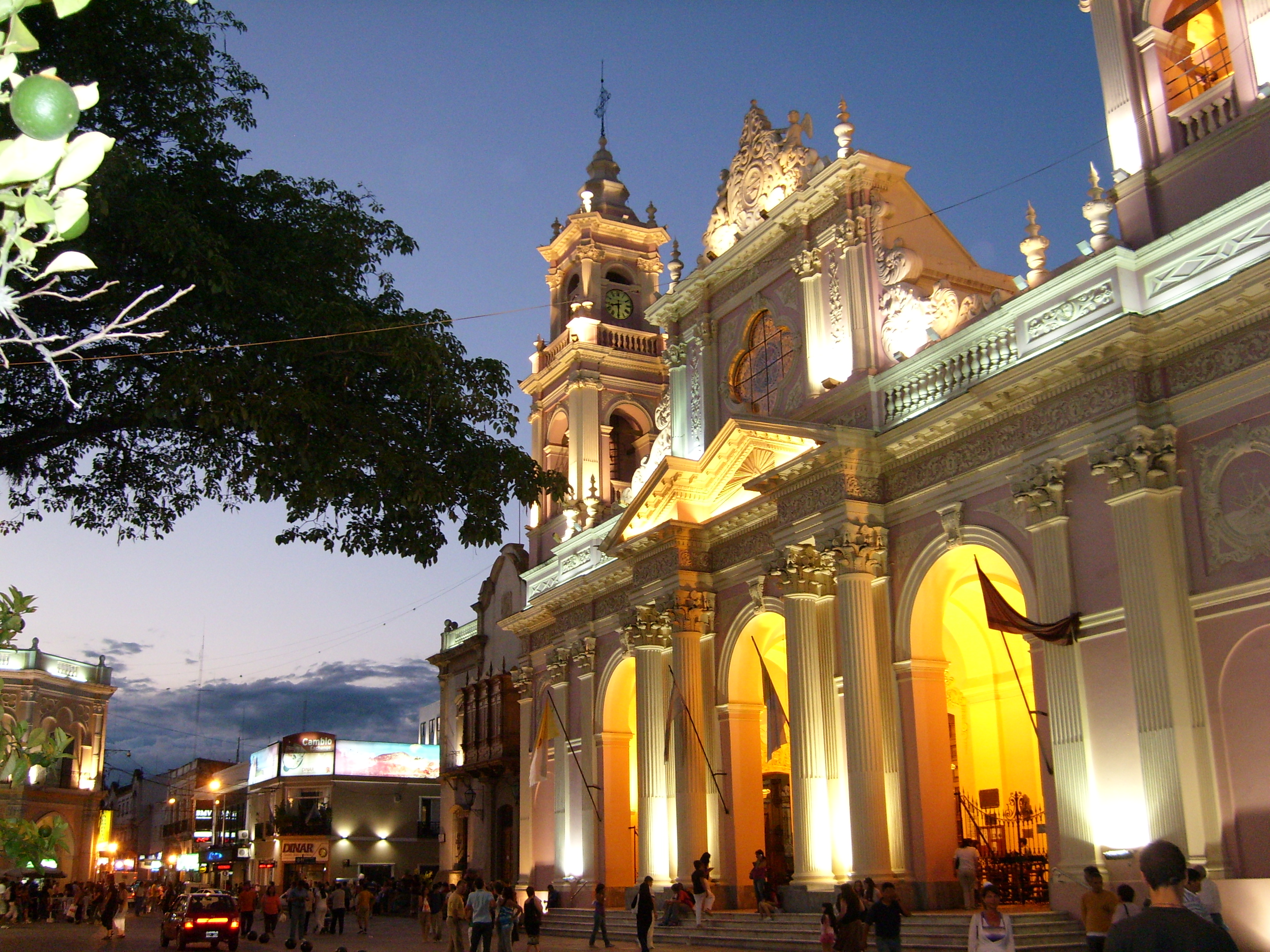
Vista nocturna
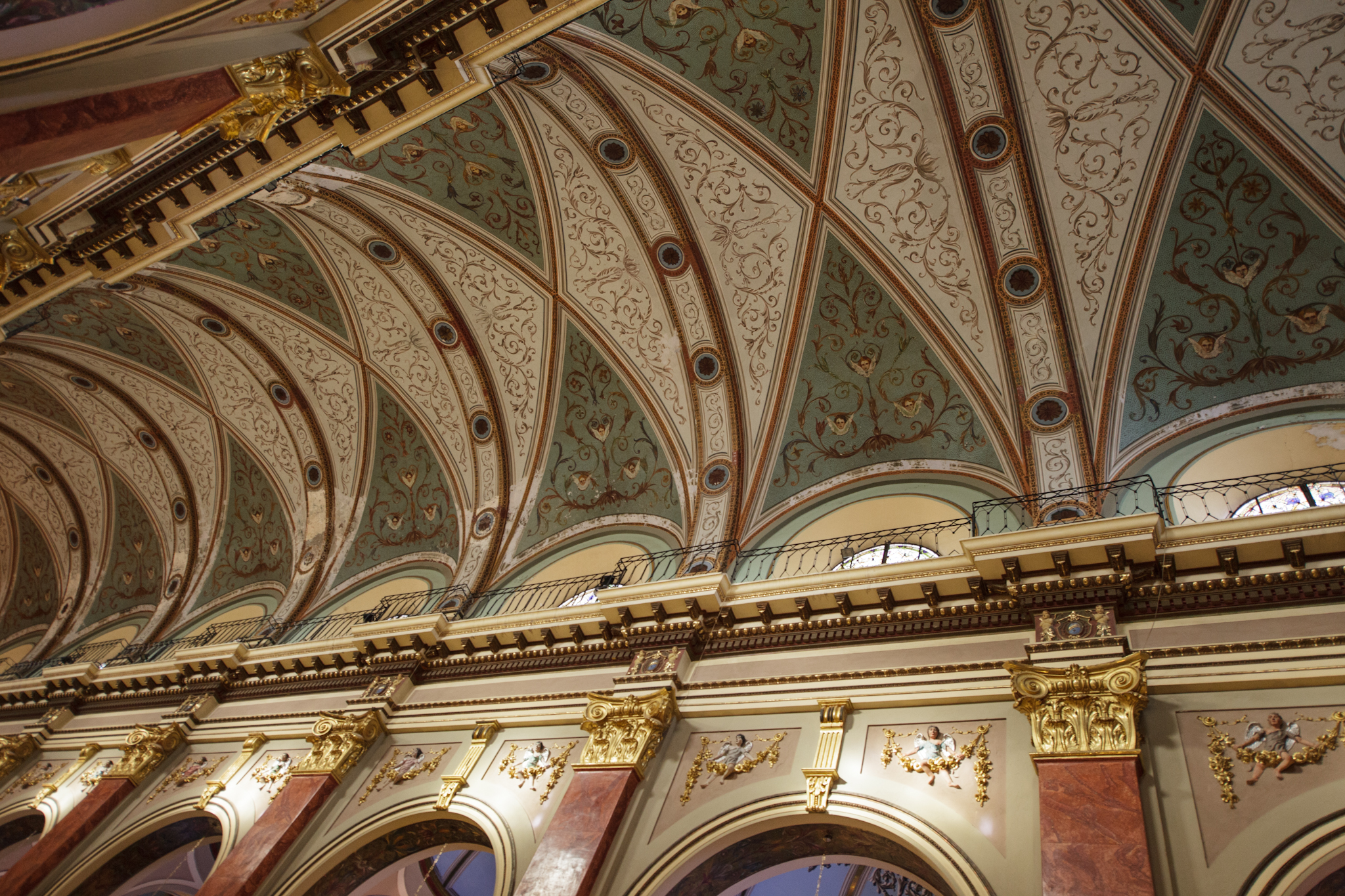
Interior
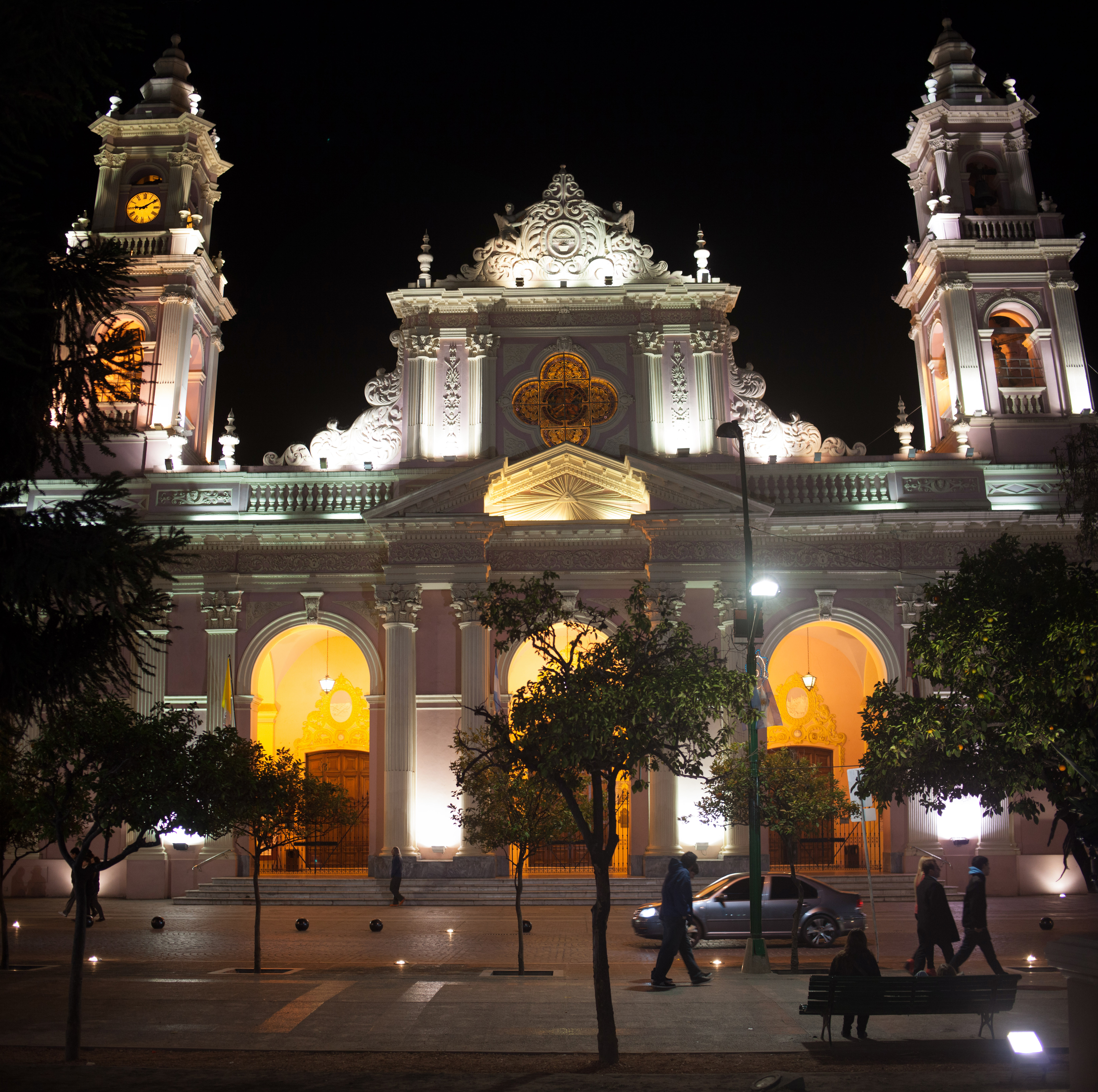
Catedral iluminada
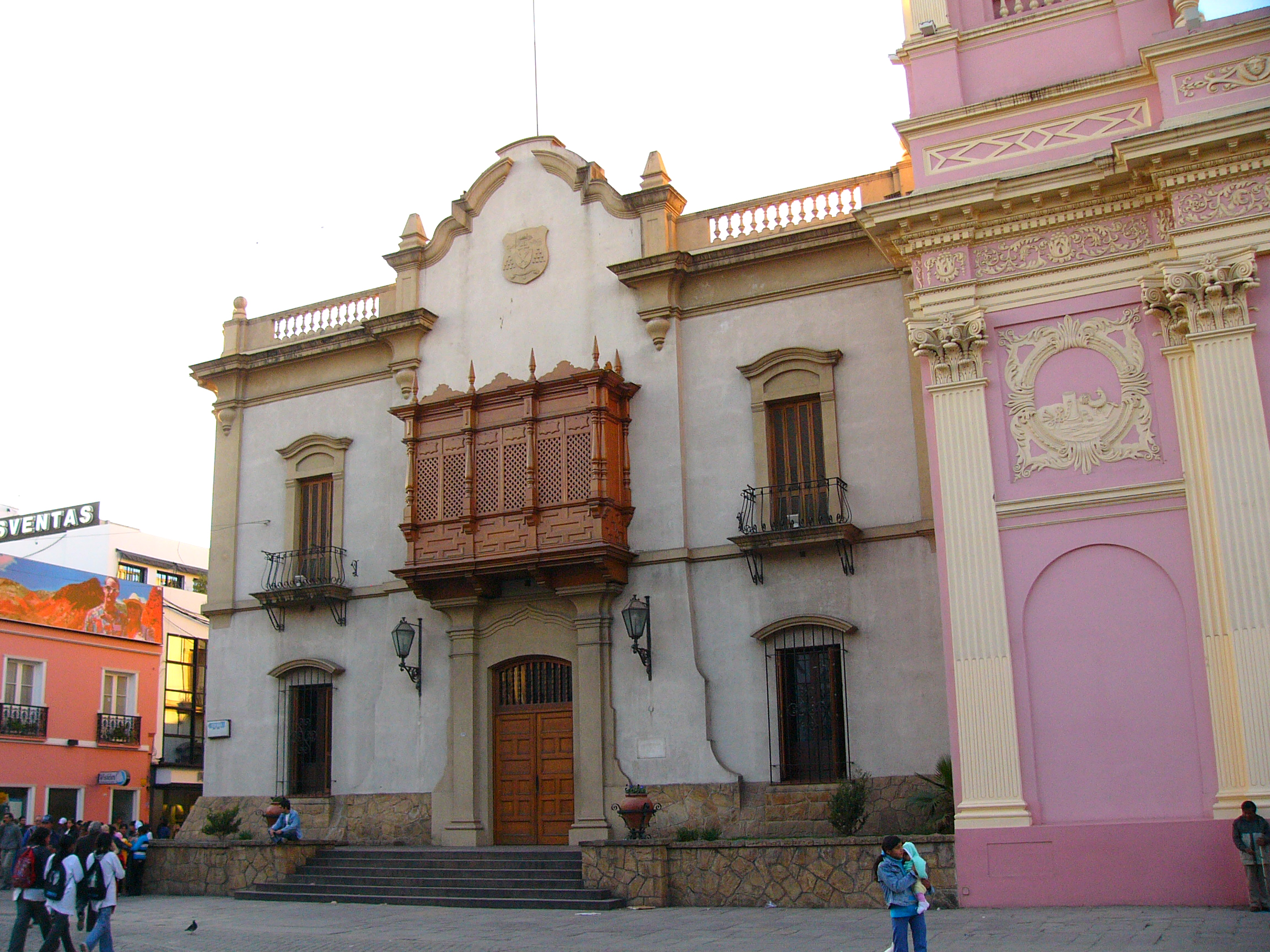
Arzobispado
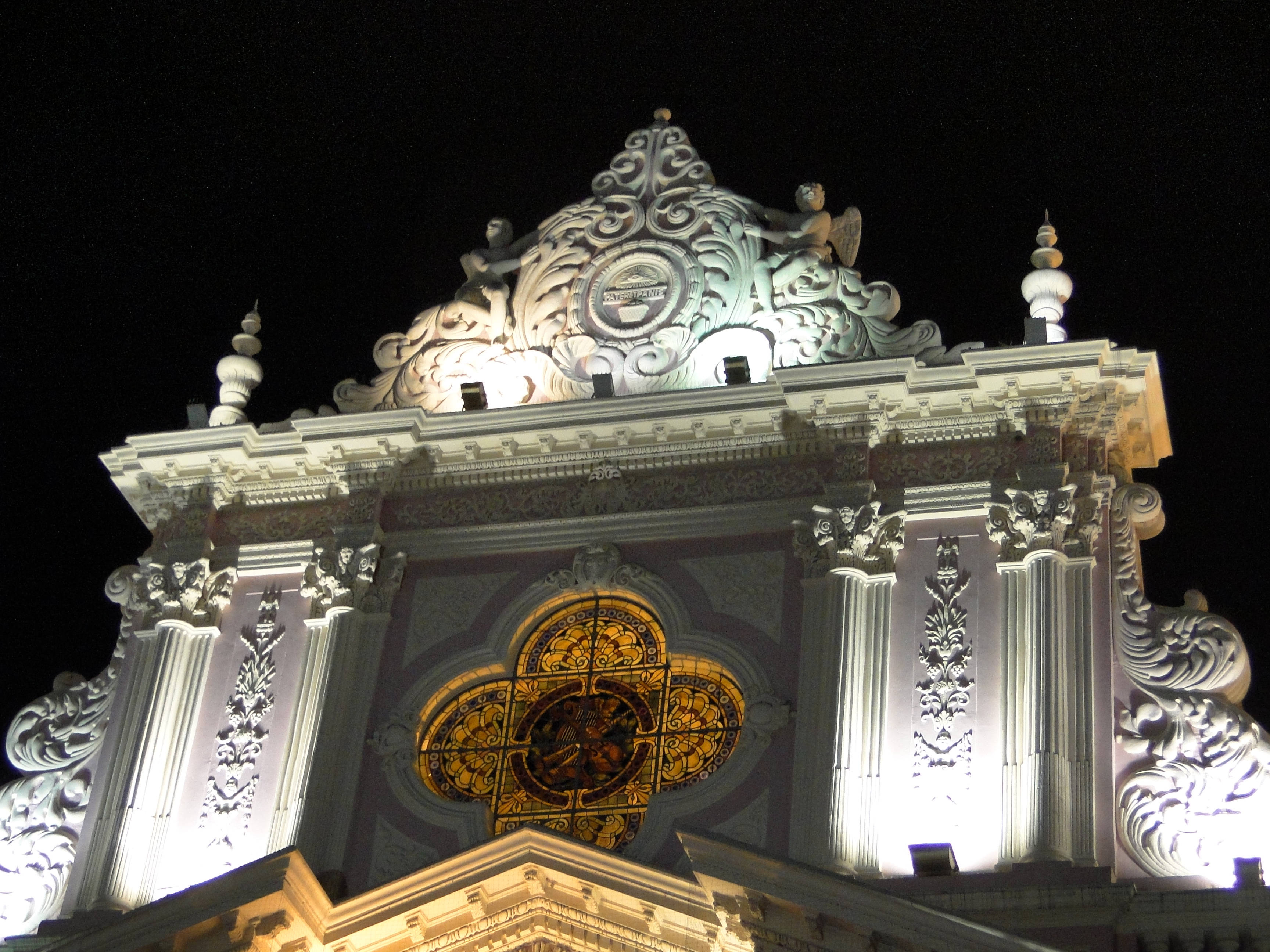
Vitral frente
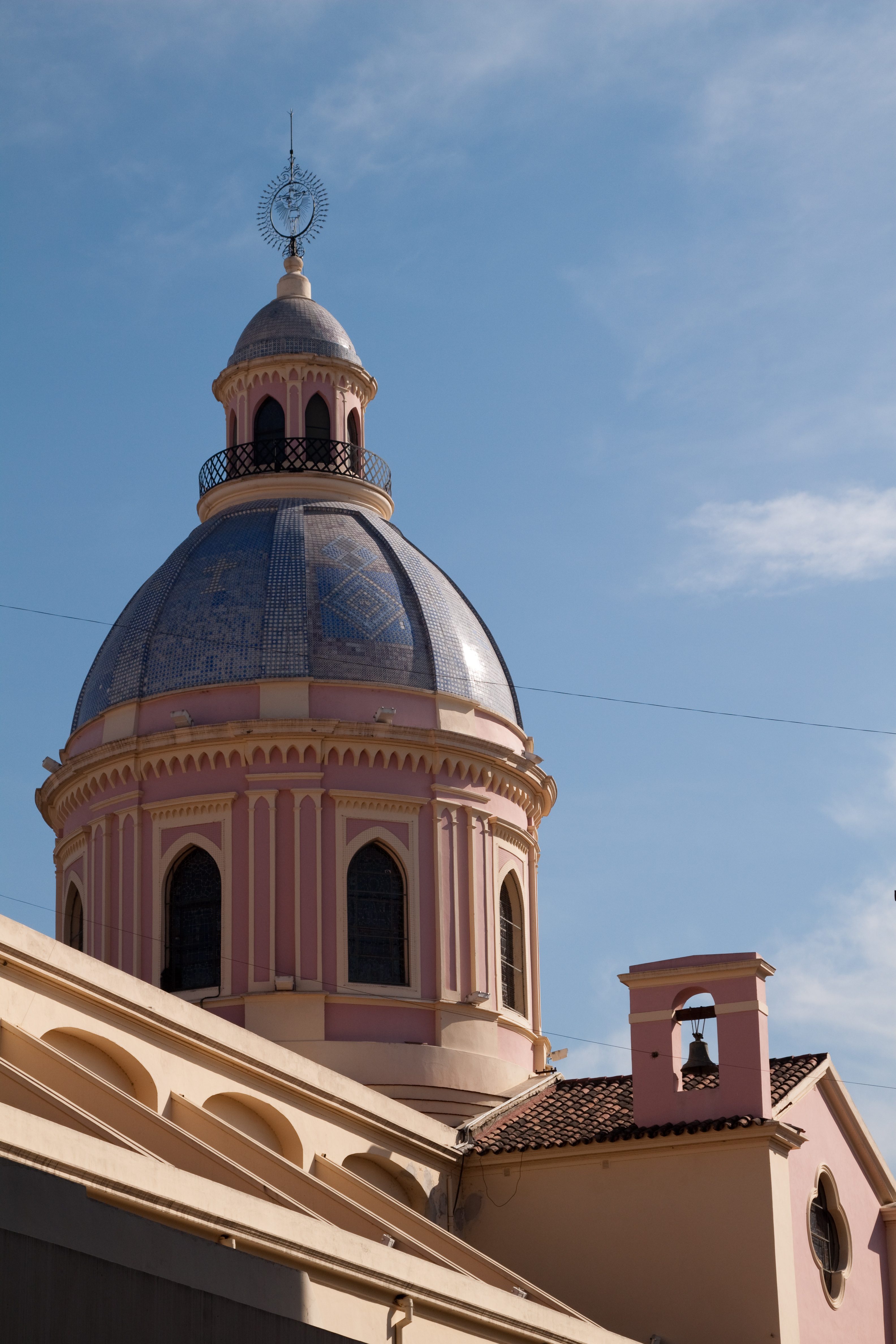
Cúpula central
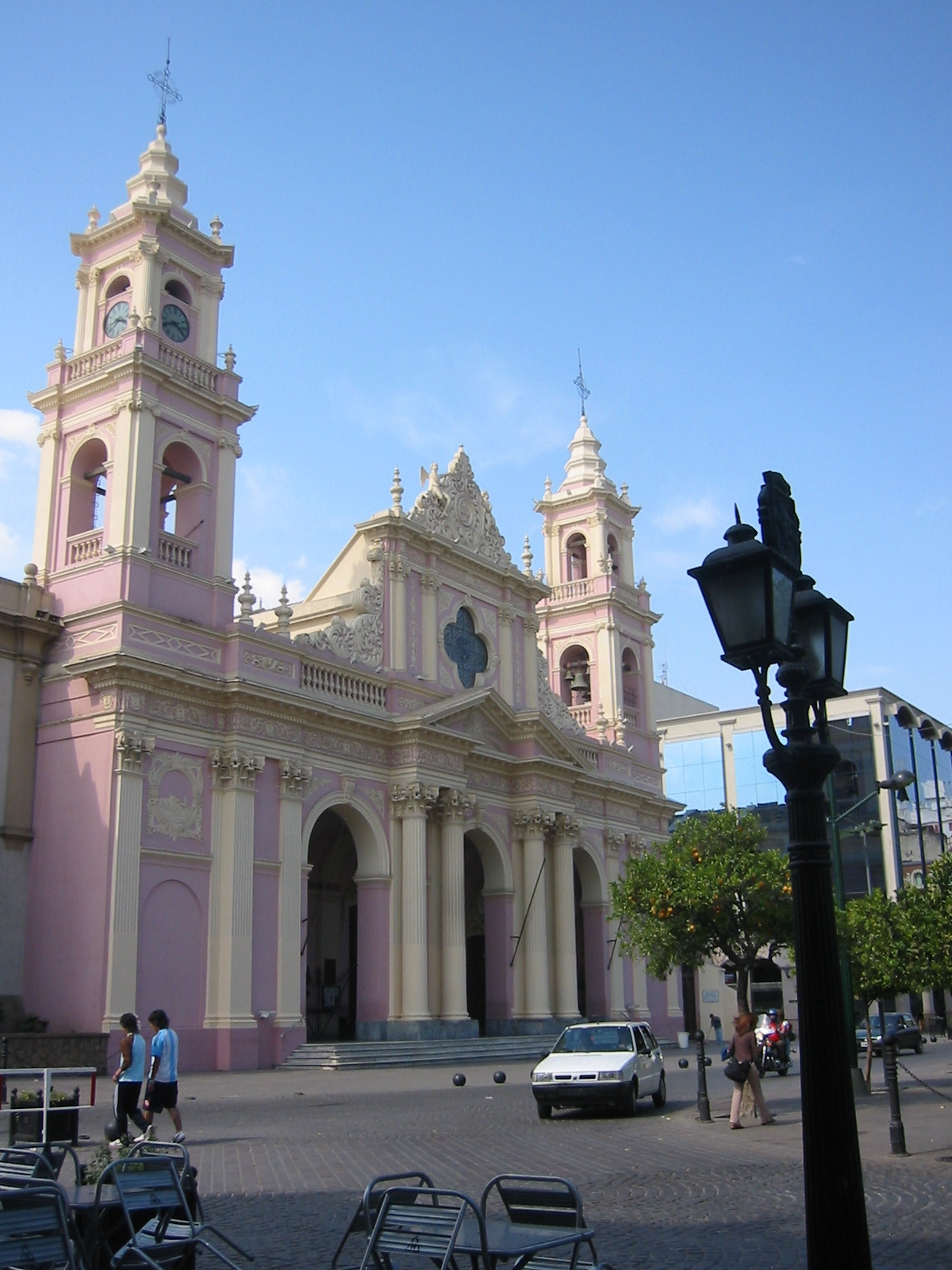
Fachada
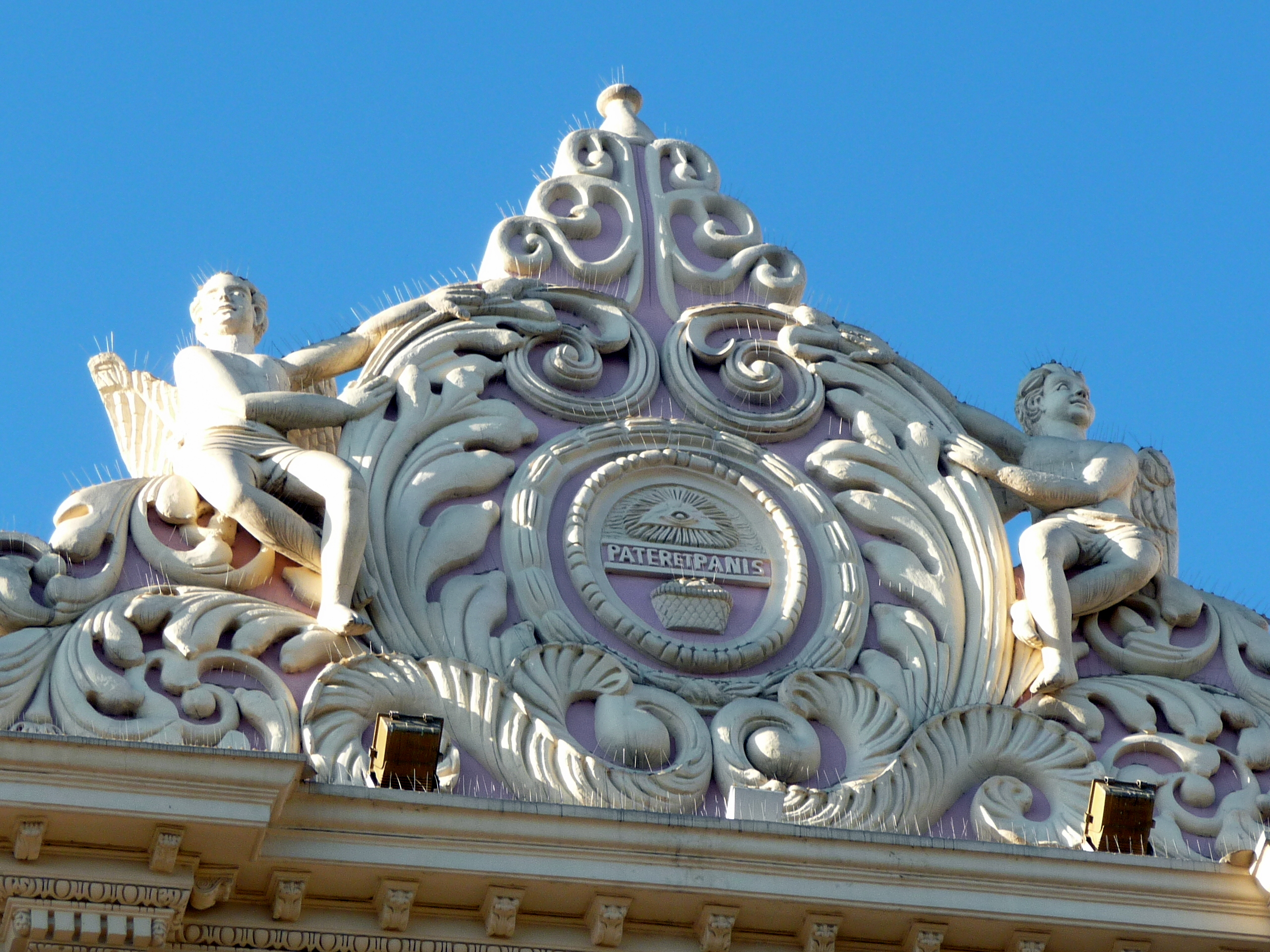
Detalle de la fachada.
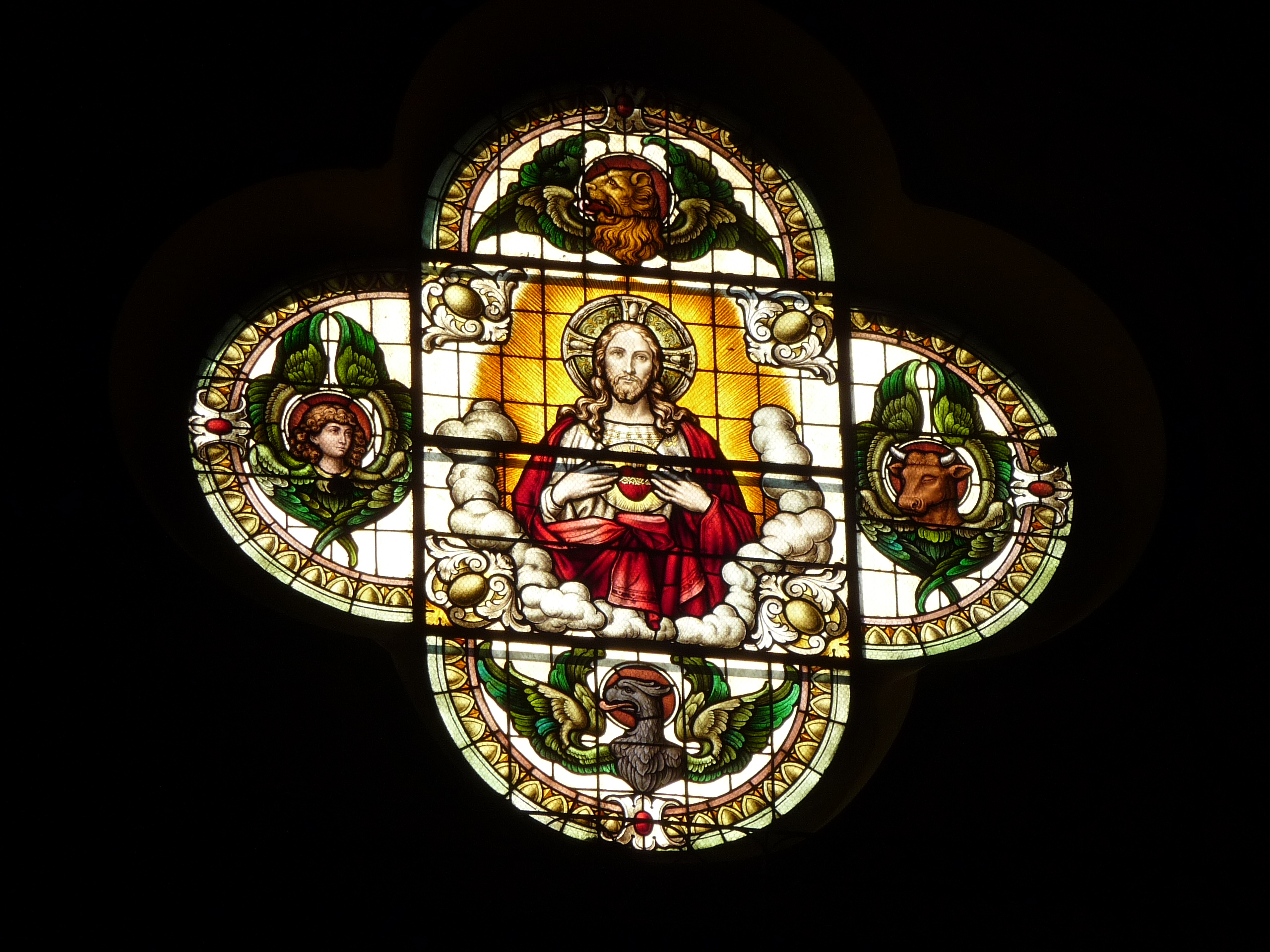
Uno de los vitrales.